# ده عیسی علیا
ده عیسی علیا روستایی در دهستان ادیمی بخش مرکزی شهرستان نیمروز استان سیستان و بلوچستان ایران است. بر پایه سرشماری عمومی نفوس و مسکن در سال ۱۳۹۰ جمعیت این روستا ۱۷۶ نفر (در ۴۶ خانوار) بوده است.